# Mycetophila spinipes
Mycetophila spinipes är en tvåvingeart som beskrevs av Freeman 1951. Mycetophila spinipes ingår i släktet Mycetophila och familjen svampmyggor. Inga underarter finns listade i Catalogue of Life.